# Liste des Nationalen Erbes Namibias
Dies ist die Liste des Nationalen Erbes Namibias (englisch National Heritage).
Sie beinhaltet alle durch den Rat für Nationales Erbe im Namibian Heritage Register (deutsch Register des namibischen Erbes) eingetragenen Nationaldenkmäler (englisch Heritage Sites) und andere Objekte die unter Denkmalschutz (englisch Heritage Objects), mit Stand Januar 2020, gestellt wurden. Rechtliche Grundlage ist der National Heritage Act, No. 76 aus dem Jahr 2004.

## Definitionen
Das Gesetz unterscheidet zwischen Heritage Place und Heritage Objects, d. h. Orten oder Objekte des namibischen Erbes. Diese können weiter in Nationaldenkmäler, Geschützte Plätze, Eingetragene Gebäude und Geschützte Objekte unterteilt werden.
- Als „archäologisch“ sind alle Objekte menschlichen Handels zu bezeichnen, über oder unter der Erde, die mindestens 50 Jahre alt sind und alle Felsmalereien, die älter als 50 Jahre sind.
- Historische Schiffswracks sind alle Schiffe, die sich in oder unter namibischen Gewässern seit mindestens 35 Jahren befinden. Objekte auf oder an solchen Schiffen oder Objekte, die sich auf oder an solchen Schiffen befanden und ebenso 35 Jahre als sind, werden als historische Schiffswrackobjekte bezeichnet.[4]

## Nationaldenkmäler nach Regionen

### Erongo
In der Region Erongo gibt es 38 Nationale Denkmäler.

| Bild | Bezeichnung                                                                                       | Lage                              | Beschreibung                                  | Bauzeit                            | Eingetragen seit   | Denkmal- nummer |
| --- | ------------------------------------------------------------------------------------------------- | --------------------------------- | --------------------------------------------- | ---------------------------------- | ------------------ | --------------- |
| Phillips-HöhlePhillipp’s Cave | Phillips-Höhle Phillipp’s Cave                                                                    | bei Usakos Karte                  | Höhle, Felszeichnungen                        | 3400 bis 3300 v. Chr.              | 1. Februar 1951    | 006/1951        |
| | Regimental Badges                                                                                 | Trekkopje                         | Regimentsabzeichen                            | April–Juni 1915                    | 17. Februar 1978   | 077/1978        |
| | Regimental Badges                                                                                 | bei Swakopmund                    | Regimentsabzeichen                            | Mai 1915                           | 17. Februar 1978   | 076/1978        |
| BrandbergmassivBrandberg Area | Brandbergmassiv Brandberg Area                                                                    | bei Uis Karte                     | Bergmassiv mit dem höchsten Gipfel Namibias   | 130 Millionen Jahre                | 15. Juni 1951      | 012/1951        |
| Buschmann-ParadiesBushman Paradise Cave | Buschmann-Paradies Bushman Paradise Cave                                                          | bei Usakos Karte                  | Felszeichnungen, Höhle                        |                                    | 1. Juli 1954       | 018/1954        |
| [[Vorlage:Bilderwunsch/code!/C:-21.4581,15.8312!/D:Felsmalereien von Etemba Rock Paintings at Etemba , Farm Etemba, bei Omaruru!/\|BW]]                   | Felsmalereien von Etemba Rock Paintings at Etemba                                                 | Farm Etemba, bei Omaruru Karte    | Felsmalereien                                 |                                    | 1. Mai 1967        | 037/1967        |
| Nachbildung des Originalkreuzes des Diego Cao am KreuzkapReplica of Original Cross at Cape Cross                                                          | Nachbildung des Originalkreuzes des Diego Cao am Kreuzkap Replica of Original Cross at Cape Cross | bei Henties Bay am Kreuzkap Karte | Replika eines Landungskreuzes der Portugiesen | 23. Januar 1895 / 11. Oktober 1980 | 1. November 1968   | 044/1968        |
| Fassade des Rösemann-GebäudesFacade of Rösemann Building                                                                                                  | Fassade des Rösemann-Gebäudes Facade of Rösemann Building                                         | Karibib Karte                     | Historisches Hotel                            | 1900                               | 20. Dezember 1979  | 085/1979        |
| Hälbich-GebäudekomplexHälbich Buildings | Hälbich-Gebäudekomplex Hälbich Buildings                                                          | Karibib Karte                     | Historischer Gebäudekomplex                   | 1899–1907                          | 1. April 1986      | 099/1986        |
| Proviantamt | Proviantamt                                                                                       | Karibib                           | Gebäude                                       | 1911                               | 15. Mai 1986       | 102/1986        |
| Bahnhof KubasKubas Station Building | Bahnhof Kubas Kubas Station Building                                                              | südlich von Usakos Karte          | Bahnhofsgebäude                               | um 1900                            | 15. Juni 1983      | 093/1983        |
| Haus Woll | Haus Woll                                                                                         | Karibib                           | Historisches Gebäude                          | um 1900                            | 15. Mai 1986       | 100/1986        |
| Hotel Zum Grünen Kranz | Hotel Zum Grünen Kranz                                                                            | Karibib                           | Historisches Hotel                            | 1913                               | 15. Mai 1986       | 101/1986        |
| Windmotor OtjimbingweWindmill | Windmotor Otjimbingwe Windmill                                                                    | Otjimbingwe Karte                 | Industriedenkmal                              | 1897                               | 15. August 1963    | 030/1963        |
| [[Vorlage:Bilderwunsch/code!/C:-23.0236,14.4602!/D:Grenzstein am Kuiseb Boundary Post at Kuiseb River , Walvis Bay!/\|BW]]                                | Grenzstein am Kuiseb Boundary Post at Kuiseb River                                                | Walvis Bay Karte                  | Grenzstein                                    | 1885 (1958)                        | 1. Mai 1967        | 040/1967        |
| Paula-HöhlePaula’s Cave | Paula-Höhle Paula’s Cave                                                                          | bei Omaruru Karte                 | Höhle, Felszeichnungen                        |                                    | 1. März 1951       | 007/1951        |
| FranketurmFranke Tower | Franketurm Franke Tower                                                                           | Omaruru Karte                     | Denkmal                                       | 1908                               | 1. August 1964     | 033/1964        |
| Schlachtfelder um den FranketurmBattlefield around Franke Tower                                                                                           | Schlachtfelder um den Franketurm Battlefield around Franke Tower                                  | Omaruru Karte                     | Historischer Wehrturm & Schlachtfelder        | 1903/1904                          | 21. April 1972     | 054/1972        |
| Rheinisches MissionshausRhenish Mission House | Rheinisches Missionshaus Rhenish Mission House                                                    | Omaruru                           | Historisches Gebäude                          | 1868; 1870 erweitert               | 1985               | 097/1985        |
| Rheinische Missionskirche in OtjimbingweRhenish Mission Church                                                                                            | Rheinische Missionskirche in Otjimbingwe Rhenish Mission Church                                   | Otjimbingwe Karte                 | Kirchengebäude                                | 1867                               | 20. Dezember 1974  | 068/1975        |
| PulverturmPowder Magazine | Pulverturm Powder Magazine                                                                        | Otjimbingwe Karte                 | Pulverturm                                    | 1872                               | 3. Oktober 1950    | 005/1950        |
| Altes Gefängnis (Swakopmund)Prison Building | Altes Gefängnis (Swakopmund) Prison Building                                                      | Swakopmund Karte                  | Altes Gefängnis                               | 1909                               | 26. Oktober 1973   | 061/1973        |
| Alte KaserneOld Barracks | Alte Kaserne Old Barracks                                                                         | Swakopmund                        | Alte Kaserne                                  | 1905/1906                          | 2. November 1973   | 063/1973        |
| Bahnhof SwakopmundRailway Station Building | Bahnhof Swakopmund Railway Station Building                                                       | Swakopmund Karte                  | Bahnhofsgebäude                               | 1901                               | 27. Oktober 1972   | 058/1972        |
| Prinzessin-Rupprecht-Heim | Prinzessin-Rupprecht-Heim                                                                         | Swakopmund Karte                  | Lazarett                                      | 1901                               | 1. Dezember 1976   | 073/1973        |
| Evangelisch-Lutherische Kirche SwakopmundEvangelical Lutheran Church                                                                                      | Evangelisch-Lutherische Kirche Swakopmund Evangelical Lutheran Church                             | Swakopmund Karte                  | Kirchengebäude                                | 1910–1912                          | 21. September 1978 | 083/1978        |
| HohenzollernhausHohenzollern Building | Hohenzollernhaus Hohenzollern Building                                                            | Swakopmund                        | Historisches Hotel                            | 1906                               | 15. Juni 1983      | 091/1983        |
| Marine-Denkmal | Marine-Denkmal                                                                                    | Swakopmund Karte                  | Denkmal                                       | 1. August 1908                     | 2. Januar 1969     | 047/1969        |
| Kramersdorf-HausKramersdorf Building | Kramersdorf-Haus Kramersdorf Building                                                             | Swakopmund                        | Historisches Gebäude                          | 1912                               | 3. Dezember 1977   | 075/1977        |
| Dampflokomobil Martin Luther„Martin Luther“ Steam Locomotive                                                                                              | Dampflokomobil Martin Luther „Martin Luther“ Steam Locomotive                                     | Swakopmund Karte                  | Industriedenkmal (Lokomobile)                 | um 1896                            | 31. März 1975      | 069/1975        |
| WoermannhausWoermann House | Woermannhaus Woermann House                                                                       | Swakopmund Karte                  | Historisches Geschäftsgebäude                 | 1894                               | 10. Dezember 1971  | 053/1971        |
| Eisenbahnlokomotive Nr. 652Railway Engine No. 652 | Eisenbahnlokomotive Nr. 652 Railway Engine No. 652                                                | Walvis Bay                        | Industriedenkmal                              | 1899                               | 15. April 1953     | 17/1953         |
| Rheinische Missionskirche in Walvis BayRhenish Mission Church                                                                                             | Rheinische Missionskirche in Walvis Bay Rhenish Mission Church                                    | Walvis Bay Karte                  | Kirchengebäude                                | 1880                               | 24. November 1972  | 059/1972        |
| [[Vorlage:Bilderwunsch/code!/C:-21.54677930098,15.542599067373!/D:Farmen Omandumba Farms Omandumba East No. 133 and West No. 137 , SW von Omaruru!/\|BW]] | Farmen Omandumba Farms Omandumba East No. 133 and West No. 137                                    | SW von Omaruru Karte              | Landschaft                                    |                                    | Oktober 2019       |                 |

### Hardap
In der Region Hardap gibt es vier Nationale Denkmäler.
| Bild                                | Bezeichnung                          | Lage                               | Beschreibung                                                                          | Bauzeit | Eingetragen seit | Denkmal- nummer |
| ----------------------------------- | ------------------------------------ | ---------------------------------- | ------------------------------------------------------------------------------------- | ------- | ---------------- | --------------- |
| Denkmal bei KubMonument at Kub      | Denkmal bei Kub Monument at Kub      | Farm Voigtskub, bei Kalkrand Karte | Historisches Monument                                                                 | 1905    | 1. November 1968 | 043/1969        |
| Nomtsas-FriedhofCemetery at Nomtsas | Nomtsas-Friedhof Cemetery at Nomtsas | Farm Nomtsas, Maltahöhe Karte      | Friedhof                                                                              | ab 1904 | 15. März 1969    | 050/1969        |
| BW                                  | Driedoornvlagte                      | Klein Aub Karte                    | Drei einmalige 548 Millionen Jahre als Fossilien (Cloudina, Namacalathus, Namapoikia) |         | 15. Februar 2019 |                 |
|                                     | Witbooi Einde                        | 125 km östlich von Keetmanshoop    | Historischer Ort                                                                      |         | 24. Juni 2022    |                 |

### Kavango-Ost
In der Region Kavango-Ost gibt es zwei Nationale Denkmäler.
| Bild | Bezeichnung | Lage        | Beschreibung                | Bauzeit | Eingetragen seit  | Denkmal- nummer |
| --- | --- | ----------- | --------------------------- | ------- | ----------------- | --------------- |
| Mataratara | Mataratara | Rundu Karte | historisch wichtiges Gebiet |         | 1. September 2011 | 155/2011        |
| Haus des ersten einheimischen VerwaltersHouse of the first Native Commissioner of Kavango/Rundu Ontspannings Klub | Haus des ersten einheimischen Verwalters House of the first Native Commissioner of Kavango/Rundu Ontspannings Klub | Rundu       | Historisches Gebäude        | 1909    | 1. September 2011 | 155/2011        |

### ǁKharas
In der Region ǁKharasKlicklaut gibt es 30 (bis 2022: 29) Nationale Denkmäler.
| Bild | Bezeichnung | Lage                                              | Beschreibung                                                                                         | Bauzeit                        | Eingetragen seit              | Denkmal- nummer |
| --- | --- | ------------------------------------------------- | --- | ------------------------------ | ----------------------------- | --------------- |
| Kriegsgefangenenlager AusPrisoner-of-War Camp                                                                         | Kriegsgefangenenlager Aus Prisoner-of-War Camp | bei Aus Karte                                     | Gefängnis                                                                                            | 1915                           | 15. Juni 1985                 | 094/1985        |
| Evangelisch-Lutherischer Kirchenkomplex BethanienEvangelical Lutheran Church Complex                                  | Evangelisch-Lutherischer Kirchenkomplex Bethanien Evangelical Lutheran Church Complex                                                             | Bethanien Karte                                   | Kirchenkomplex                                                                                       | 1859                           | 17. August 1978               | 081/1978        |
| Josef-Fredericks-HausJosef Fredericks’ House                                                                          | Josef-Fredericks-Haus Josef Fredericks’ House | Bethanien                                         | Historisches Gebäude                                                                                 | 1883                           | 15. Juni 1951                 | 011/1951        |
| Fischfluss-Canyon | Fischfluss-Canyon | im ǀAi-ǀAis Richtersveld Transfrontier Park Karte | Weltweit zweitgrößter Canyon Fish River Canyon                                                       | 500 Millionen Jahre            | 1. August 1962                | 029/1962        |
| BW | Heitsi Ghub | Bethanien Karte                                   | Verehrungsstätte                                                                                     |                                | 1. März 1961                  | 028/1961        |
| AdlerdenkmalEagle Monument                                                                                            | Adlerdenkmal Eagle Monument | Keetmanshoop Karte                                | Denkmal                                                                                              |                                | 1. August 1967                | 034/1963        |
| Rheinische Missionskirche in KeetmanshoopRhenish Mission Church                                                       | Rheinische Missionskirche in Keetmanshoop Rhenish Mission Church                                                                                  | Keetmanshoop Karte                                | Kirchengebäude                                                                                       | 1895                           | 9. Juni 1978                  | 080/1978        |
| Alte PostOld Post Office                                                                                              | Alte Post Old Post Office | Keetmanshoop Karte                                | Historisches Postgebäude                                                                             | 1910                           | 2. Februar 1987               | 106/1986        |
| Standort des Originalkreuz des Bartolomeu Diaz an der Diaz-SpitzeSite of Original Dias Cross                          | Standort des Originalkreuz des Bartolomeu Diaz an der Diaz-Spitze Site of Original Dias Cross                                                     | bei Lüderitz Karte                                | Replika eines Landungskreuzes der Portugiesen                                                        | 25. Juli 1488                  | 12. Januar 1973               | 060/1973        |
| Historische Behausungen BergstraßeSemi-Detached House                                                                 | Historische Behausungen Bergstraße Semi-Detached House                                                                                            | Lüderitz                                          | Historisches Gebäude                                                                                 | 1909                           | 2. Januar 1986                | 096/1986        |
| Kreplin-HausKreplin House                                                                                             | Kreplin-Haus Kreplin House | Lüderitz Karte                                    | Historisches Gebäude                                                                                 | 1909                           | 15. Juni 1983                 | 090/1983        |
| Magistratsresidenz Goerke-HausMagistrate’s Residence                                                                  | Magistratsresidenz Goerke-Haus Magistrate’s Residence                                                                                             | Lüderitz Karte                                    | Historisches Gebäude                                                                                 | 1908–1910                      | 26. September 1975            | 072/1975        |
| Historisches DoppelhausTwo Historic Dwellings                                                                         | Historisches Doppelhaus Two Historic Dwellings | Lüderitz                                          | Historisches Gebäude                                                                                 | 1909                           | 20. Dezember 1979             | 087/1979        |
| Deutsche-Afrika-Bank-GebäudeDeutsche Bank Afrika Building                                                             | Deutsche-Afrika-Bank-Gebäude Deutsche Bank Afrika Building                                                                                        | Lüderitz Karte                                    | Historisches Geschäftsgebäude                                                                        | 1907                           | 7. Februar 1980               | 089/1980        |
| Krabbenhöft & Lampe-GebäudeKrabbenhöft & Lampe Building                                                               | Krabbenhöft & Lampe-Gebäude Krabbenhöft & Lampe Building                                                                                          | Lüderitz Karte                                    | Historisches Geschäftsgebäude                                                                        | 1909                           | 20. Dezember 1979             | 086/1979        |
| Bahnhof LüderitzStation Building                                                                                      | Bahnhof Lüderitz Station Building | Lüderitz Karte                                    | Bahnhofsgebäude                                                                                      | 1904                           | 13. Dezember 1976             | 074/1976        |
| Lüderitz-DenkmalLüderitz Memorial                                                                                     | Lüderitz-Denkmal Lüderitz Memorial | Lüderitz Karte                                    | Denkmal                                                                                              | 1903                           | 13. März 1969 / 10. Juni 1980 | 048/1969        |
| FelsenkircheEvangelical Lutheran Church                                                                               | Felsenkirche Evangelical Lutheran Church | Lüderitz Karte                                    | Kirchengebäude                                                                                       | 1911                           | 21. September 1978            | 082/1978        |
| Friedhof MooifontainCemetery on Farm Mooifontain                                                                      | Friedhof Mooifontain Cemetery on Farm Mooifontain                                                                                                 | Farm Moofontein, Helmeringhausen Karte            | Grabanlage aus der deutschen Kolonialzeit                                                            | 1903–1907                      | 15. März 1969                 | 049/1969        |
| MukurobMukorob Rock                                                                                                   | Mukurob Mukorob Rock | bei Asab Karte                                    | Felsformation (zerstört)                                                                             | Entstehung vor ± 50.000 Jahren | 1. Juni 1955                  | 020/1955        |
| Fort NaiamsOld German Fortress                                                                                        | Fort Naiams Old German Fortress | Farm Naimans, bei Seeheim                         | Festungsanlage                                                                                       | um 1898                        | 1. Mai 1967                   | 041/1967        |
| SteinrondavelStone Rondavel                                                                                           | Steinrondavel Stone Rondavel | Aroab                                             | Historisches Gebäude                                                                                 | 1900                           | 15. März 1969                 | 051/1969        |
| [[Vorlage:Bilderwunsch/code!/C:-27.099981,17.14999!/D:Klangstein Musical Stone , Farm Rooipunt, bei Bethanien!/\|BW]] | Klangstein Musical Stone | Farm Rooipunt, bei Bethanien Karte                | Klingender Stein                                                                                     |                                | 15. August 1963               | 032/1963        |
| KöcherbaumwaldQuiver Tree Forest                                                                                      | Köcherbaumwald Quiver Tree Forest | bei Keetmanshoop Karte                            | Große Ansammlung von Bäumen                                                                          | 1700 und jünger                | 1. Juni 1955                  | 021/1955        |
| Festungstore in WarmbadHistorical Gateways                                                                            | Festungstore in Warmbad Historical Gateways | Warmbad                                           | Tore                                                                                                 | 1907–1913                      | 1. März 1974                  | 064/1974        |
| Edward-Cook-GedenksteinEdward Cook’s Commemorative Stone                                                              | Edward-Cook-Gedenkstein Edward Cook’s Commemorative Stone                                                                                         | Warmbad Karte                                     | Gedenkstein Edward Boyer Cooks                                                                       | 1929                           | 17. Mai 1978                  | 079/1978        |
| Farm Aar | Farm Aar | bei Aus Karte                                     | Fundstelle von Fossilien                                                                             | 542–635 Millionen Jahre        | 1. September 2011             | 155/2011        |
| HaifischinselShark Island                                                                                             | Haifischinsel Shark Island | Lüderitzbucht, Lüderitz Karte                     | Herausragender historischer Ort mit spirituellem, wirtschaftlichem und bildungstechnischem Charakter |                                | 15. Februar 2019              |                 |
| Haus Glück Auf | Haus Glück Auf | Lüderitz Karte                                    | Historisches Gebäude                                                                                 | 1907–1908                      | 1. September 2014             |                 |
| | Witbooi Homestead inkl. Farmhaus von Samuel Hendrik Witbooi, Haus von Hendrik Witbooi, Haus von Markus und Lea Witbooi, Lutherische Kirche Gibeon | Gibeon                                            | Historisches Gebäude                                                                                 |                                | 24. Juni 2022                 |                 |

### Khomas
In der Region Khomas gibt es 20 Nationale Denkmäler.
| Bild | Bezeichnung                                                                            | Lage                                                       | Beschreibung                            | Bauzeit               | Eingetragen seit                                                                                                 | Denkmal- nummer |
| --- | -------------------------------------------------------------------------------------- | ---------------------------------------------------------- | --------------------------------------- | --------------------- | --- | --------------- |
| [[Vorlage:Bilderwunsch/code!/C:-22.60648365691,17.118072509766!/D:Andachtsstätten Prayer Mounds , 2 km von Windhoek-Olympia in den Auasbergen!/\|BW]] | Andachtsstätten Prayer Mounds                                                          | 2 km von Windhoek-Olympia in den Auasbergen Karte          | Verehrungsstätte                        |                       | 1. September 1955                                                                                                | 022/1955        |
| Felsmalereien von Rostock-SüdRock Paintings | Felsmalereien von Rostock-Süd Rock Paintings                                           | bei Solitaire Karte                                        | Felsmalereien                           |                       | 1. November 1968                                                                                                 | 042/1968        |
| Grab von John LudwigGrave of John Ludwig | Grab von John Ludwig Grave of John Ludwig                                              | Windhoek-Ludwigsdorf Karte                                 | Grab von John Ludwig                    | 1913                  | 1. Mai 1967 | 039/1967        |
| Eros-Feste / AussichtspunktLook-Out Post | Eros-Feste / Aussichtspunkt Look-Out Post                                              | Erosberge bei Windhoek Karte                               | Militärischer Aussichtspunkt            | um 1893               | 1. März 1951 | 010/1951        |
| Relikte eines prähistorischen ElefantenSite of Relics of Prehistoric Elephant                                                                         | Relikte eines prähistorischen Elefanten Site of Relics of Prehistoric Elephant         | Zoo Park in Windhoek Karte                                 | Relikte eines prähistorischen Elefanten | etwa 3000 v. Chr.     | 15. August 1963                                                                                                  | 031/1963        |
| Kriegsdenkmal im Zoo ParkWar Memorial | Kriegsdenkmal im Zoo Park War Memorial                                                 | Windhoek, im Zoo Park Karte                                | Denkmal                                 | 1897                  | 2. Januar 1969                                                                                                   | 046/1969        |
| Altes Deutsches SchulgebäudeOld German School Building                                                                                                | Altes Deutsches Schulgebäude Old German School Building                                | Windhoek Karte                                             | Schulgebäude                            | 1910                  | 1. Oktober 1985                                                                                                  | 095/1985        |
| Gibeon-MeteoritGibeon Meteorites | Gibeon-Meteorit Gibeon Meteorites                                                      | heute: Windhoek Karte                                      | Meteoritenschauer                       | 1883 (entdeckt)       | 15. Februar 1950                                                                                                 | 003/1950        |
| Christuskirche | Christuskirche                                                                         | Windhoek-Central Karte                                     | Kirchengebäude                          | 1907–1910             | 29. November 1974                                                                                                | 066/1974        |
| 10-Mann-HausTen-man House | 10-Mann-Haus Ten-man House                                                             | Windhoek Karte                                             | Gebäude                                 | 1906/1907             | 1. August 1986                                                                                                   | 105/1986        |
| Altes Gefängnis (Windhoek)Old Prison | Altes Gefängnis (Windhoek) Old Prison                                                  | Windhoek Karte                                             | Altes Gefängnis                         | 1906/1907             | 1. April 1986 | 098/1986        |
| St. Marien-Kathedrale WindhoekSt Mary’s Cathedral | St. Marien-Kathedrale Windhoek St Mary’s Cathedral                                     | Windhoek-Central Karte                                     | Kirchengebäude                          | 1903 (1931 erweitert) | 15. Juni 1983 | 092/1983        |
| ElisabethhausElisabeth House | Elisabethhaus Elisabeth House                                                          | Windhoek Karte                                             | Historisches Lazarett                   | 1907/1908             | 15. Mai 1986 | 103/1986        |
| Curt von François-FesteVon Francois Fort | Curt von François-Feste Von Francois Fort                                              | Farm Karanab, Khomashochland (westlich von Windhoek) Karte | Festungsanlage                          | 1890                  | 1. März 1957 | 025/1957 (?)    |
| [[Vorlage:Bilderwunsch/code!/C:-22.520851,17.116496!/D:Wasserfall Waterfalls , Erosberge bei Windhoek!/\|BW]]                                         | Wasserfall Waterfalls                                                                  | Erosberge bei Windhoek Karte                               | Historischer Militärposten              |                       | 1. März 1951 | 008/1951        |
| Alte Feste | Alte Feste                                                                             | Windhoek-Central Karte                                     | Alte Festungsanlage                     | 1893                  | 1957 | 025/1957        |
| Heroes AcreHeroes’ Acre | Heroes Acre Heroes’ Acre                                                               | Windhoek Karte                                             | Denkmalanlage                           | 2002                  | 20. August 2002                                                                                                  | 114/2002        |
| Einzelne Räume der Bethold-Himumiune-GrundschuleBethold Himumiune Primary School                                                                      | Einzelne Räume der Bethold-Himumiune-Grundschule Bethold Himumiune Primary School      | Windhoek-Katutura Karte                                    | Schulräume                              | 1959/60               | 2. Oktober 2006                                                                                                  | 117/2006        |
| Massengrab auf dem Old-Location-Friedhof (Nr. 171)Mass Grave at Old Location Cemetery                                                                 | Massengrab auf dem Old-Location-Friedhof (Nr. 171) Mass Grave at Old Location Cemetery | Windhoek-Hochland Park Karte                               | Massengrab Friedhof                     | 1926                  | 15. August 2004 (der gesamte Friedhof war vom 9. Dezember 1987 bis zum 8. Dezember 1992 ein Nationales Denkmal.) | 115/2004        |

### Kunene
In der Region Kunene gibt es sieben Nationale Denkmäler.
| Bild                                                                   | Bezeichnung                                                             | Lage               | Beschreibung           | Bauzeit             | Eingetragen seit                          | Denkmal- nummer |
| ---------------------------------------------------------------------- | ----------------------------------------------------------------------- | ------------------ | ---------------------- | ------------------- | ----------------------------------------- | --------------- |
| Felsgravuren Piet Alberts KoppieRock Engravings at Peet Alberts Koppie | Felsgravuren Piet Alberts Koppie Rock Engravings at Peet Alberts Koppie | Kamanjab Karte     | Felsgravuren           |                     | 1. Mai 1967                               | 036/1967        |
| Naulila-DenkmalNaulila Monument                                        | Naulila-Denkmal Naulila Monument                                        | Outjo Karte        | Denkmal                | 12. Juni 1933       | 4. Juni 1971                              | 052/1971        |
| SteinturmStonetower                                                    | Steinturm Stonetower                                                    | Outjo Karte        | Wasserturm Stonetower  | 1900                | 1. August 1957                            | 027/1975        |
| Hütte der DorslandtrekkerDorsland Trekker Cottage                      | Hütte der Dorslandtrekker Dorsland Trekker Cottage                      | Otjitunduwa        | Historisches Gebäude   | 1878                | 1. März 1951                              | 009/1951        |
| Versteinerter WaldPetrified Forest                                     | Versteinerter Wald Petrified Forest                                     | bei Khorixas Karte | Versteinertes Holz     | 250 Millionen Jahre | 1. März 1950                              | 004/1950        |
| Twyfelfontein                                                          | Twyfelfontein                                                           | bei Khorixas Karte | Höhle, Felszeichnungen | etwa 4000 v. Chr.   | 15. August 1952 UNESCO-Welterbe seit 2007 | 016/1952        |
| Verbrannter BergBurnt Mountain                                         | Verbrannter Berg Burnt Mountain                                         | bei Khorixas Karte | Bergformation          | 80 Millionen Jahre  | 15. September 1956                        | 024/1956        |

### Ohangwena
In der Region Ohangwena gibt es drei Nationale Denkmäler.
| Bild | Bezeichnung                                                                                                   | Lage          | Beschreibung                     | Bauzeit | Eingetragen seit  | Denkmal- nummer |
| --- | --- | ------------- | -------------------------------- | ------- | ----------------- | --------------- |
| Denkmal der unbekannten PLAN-Soldaten in OndeshifiilwaMonument of the Unknown PLAN Soldiers in Ondeshifiilwa | Denkmal der unbekannten PLAN-Soldaten in Ondeshifiilwa Monument of the Unknown PLAN Soldiers in Ondeshifiilwa | Ondeshifiilwa | Denkmal der unbekannten Soldaten |         | 1. September 2011 | 155/2011        |
| Eenhana-SchreinEenhana Shrine                                                                                | Eenhana-Schrein Eenhana Shrine                                                                                | Eenhana       | Kriegsschauplatz, Grabstätten    |         | 2011              | ?               |
| Omhedi-KulturlandschaftOmhedi Cultural Landscape                                                             | Omhedi-Kulturlandschaft Omhedi Cultural Landscape                                                             | Engela Karte  | Kulturlandschaft                 |         | 1. September 2011 | 155/2011        |

### Omaheke
In der Region Omaheke gibt es drei Nationale Denkmäler.
| Bild | Bezeichnung                                                        | Lage                   | Beschreibung                             | Bauzeit | Eingetragen seit  | Denkmal- nummer |
| --- | ------------------------------------------------------------------ | ---------------------- | ---------------------------------------- | ------- | ----------------- | --------------- |
| Deutsches LazarettGerman Lazaret | Deutsches Lazarett German Lazaret                                  | Gobabis                | Historisches Lazarett                    | 1896    | 20. Dezember 1974 | 067/1974        |
| | Hijatjitjindua-Schrein                                             | Gobabis                | Schrein zur Erinnerung an Hijatjitjindua |         | 17. Dezember 2024 |                 |
| BW | Ozombu Zovindimba                                                  | Otjikorondo Karte      | Militärposten                            |         | 1. September 2011 | 155/2011        |
| [[Vorlage:Bilderwunsch/code!/C:-23.79963,19.481358!/D:Wohnhaus von Hosea Kutako Home of Chief Hosea Katjikururume Kutako , Toasis (Aminuis)!/\|BW]] | Wohnhaus von Hosea Kutako Home of Chief Hosea Katjikururume Kutako | Toasis (Aminuis) Karte | Wohnhaus                                 |         | Oktober 2019      |                 |

### Omusati
In der Region Omusati gibt es sechs Nationale Denkmäler.
| Bild                                                                                           | Bezeichnung                                                                                     | Lage                   | Beschreibung                          | Bauzeit | Eingetragen seit  | Denkmal- nummer |
| ---------------------------------------------------------------------------------------------- | ----------------------------------------------------------------------------------------------- | ---------------------- | ------------------------------------- | ------- | ----------------- | --------------- |
| BW                                                                                             | Ongulumbashe                                                                                    | Omugulugwombashe Karte | Denkmal                               | 2009    | 15. August 2004   | 116/2004        |
| Onelungo Ponds                                                                                 | Onelungo Ponds                                                                                  | Onelungo Karte         | Kulturlandschaft                      |         | 1. September 2011 | 155/2011        |
| Ombalantu-BaobabOmbalantu Baobab                                                               | Ombalantu-Baobab Ombalantu Baobab                                                               | bei Outapi Karte       | Baobab                                |         | 1. September 2011 | 155/2011        |
| Denkmal der unbekannten PLAN-Soldaten in OutapiMonument of the Unknown PLAN Soldiers in Outapi | Denkmal der unbekannten PLAN-Soldaten in Outapi Monument of the Unknown PLAN Soldiers in Outapi | Erf 1145, Outapi Karte | Denkmal der unbekannten PLAN-Soldaten |         | 1. September 2011 |                 |
| Affenbrotbaum OkahaoOkahao Baobab                                                              | Affenbrotbaum Okahao Okahao Baobab                                                              | Okahao Karte           | Baobab                                |         | 1. September 2011 | 155/2011        |
|                                                                                                | Gedenkort für König Iipumbu Ya Tshilongo King Ipumbu Ya Tshilongo Memorial Site                 | Elim                   | Geschütztes Gebiet                    |         | 15. August 2014   | 275/2014        |

### Oshikoto
In der Region Oshikoto gibt es 13 Nationale Denkmäler.
| Bild | Bezeichnung                                                              | Lage                         | Beschreibung                                 | Bauzeit           | Eingetragen seit   | Denkmal- nummer |
| --- | ------------------------------------------------------------------------ | ---------------------------- | -------------------------------------------- | ----------------- | ------------------ | --------------- |
| Gaub-HöhleOGhaub Cave | Gaub-Höhle OGhaub Cave                                                   | Farm Ghaub, bei Otavi Karte  | Höhlensystem                                 |                   | 1. Mai 1967        | 038/1967        |
| Nakambale-Haus, Kirche und FriedhofNakambale House, Church and Cemetery                                                                         | Nakambale-Haus, Kirche und Friedhof Nakambale House, Church and Cemetery | Olukonda Karte               | Kirchenanlage                                | 1889              | 2. November 1992   | 112/1992        |
| Otjikotosee | Otjikotosee                                                              | bei Tsumeb Karte             | Karstsee; größter See Namibias Otjikoto Lake | 1851 (Entdeckung) | 15. September 1972 | 057/1972        |
| Fort Namutoni | Fort Namutoni                                                            | im Etosha-Nationalpark Karte | Historische Festung                          | 1897              | 15. Februar 1950   | 002/1950        |
| Deutsche PrivatschuleGerman Private School | Deutsche Privatschule German Private School                              | Tsumeb Karte                 | Historische Schule                           | 1915              | 15. Februar 1990   | 109/1990        |
| St. BarbaraSt. Barbara Church | St. Barbara St. Barbara Church                                           | Tsumeb Karte                 | Kirchengebäude                               | 1913              | 15. Februar 1990   | 110/1990        |
| OMEG-Minenbüro | OMEG-Minenbüro                                                           | Tsumeb                       | Historisches Geschäftsgebäude                | 1907              | 15. Februar 1990   | 108/1990        |
| Haus des zweiten DirektorsSecond Director’s House                                                                                               | Haus des zweiten Direktors Second Director’s House                       | Tsumeb Karte                 | Historisches Gebäude                         | 1912              | 15. Februar 1990   | 107/1990        |
| | Omandongo-Mission Omandongo Mission                                      | Onayena                      | Missionsgebäude                              | 1870              | 1. September 2014  | ???/2014        |
| [[Vorlage:Bilderwunsch/code!/C:-18.804544,16.996452!/D:Schlachtfeld von Amutuni lyOmanenge Battlefield of Amutuni lyOmanenge , Namutoni!/\|BW]] | Schlachtfeld von Amutuni lyOmanenge Battlefield of Amutuni lyOmanenge    | Namutoni Karte               | Schlachtfeld                                 |                   | 16. Oktober 2019   |                 |
| | Grab von König Nehale lyaMpingana Grave of King Nehale lyaMpingana       | Onayena                      | Grab                                         |                   | 16. Oktober 2019   |                 |

### Otjozondjupa
In der Region Otjozondjupa gibt es 14 Nationale Denkmäler.
| Bild | Bezeichnung                                                                               | Lage                                      | Beschreibung                                                      | Bauzeit                                                               | Eingetragen seit               | Denkmal- nummer |
| --- | ----------------------------------------------------------------------------------------- | ----------------------------------------- | ----------------------------------------------------------------- | --------------------------------------------------------------------- | ------------------------------ | --------------- |
| Affenbrotbaum Nr. 1063Baobab Tree (No. 1063)                                                                                         | Affenbrotbaum Nr. 1063 Baobab Tree (No. 1063)                                             | bei Grootfontein Karte                    | Baobab                                                            | jünger als 3000 Jahre                                                 | 2. Juli 1951                   | 013/1951        |
| Altes FortFort | Altes Fort Fort                                                                           | Grootfontein Karte                        | Historische Festungsanlage                                        | 1896                                                                  | 21. März 1975                  | 070/1975        |
| Hoba-MeteoritHoba Meteorite | Hoba-Meteorit Hoba Meteorite                                                              | bei Grootfontein Karte                    | Größter Meteorit der Erde Hoba Meteorite                          | 190–410 Millionen Jahre (Alter) Erdfall vor weniger als 80.000 Jahren | 15. März 1955 / 30. April 1979 | 019/1955        |
| Khorab-DenkmalKhorab Memorial at Kilometre 500                                                                                       | Khorab-Denkmal Khorab Memorial at Kilometre 500                                           | Farm Rentes, bei Otavi                    | Denkmal                                                           | 1915                                                                  | 28. September 1973             | 062/1973        |
| Grab des Jonker AfrikanerGrave of Jonker Afrikaner                                                                                   | Grab des Jonker Afrikaner Grave of Jonker Afrikaner                                       | Okahandja                                 | Grabstätte von Jonker Afrikaner (Geschütztes historisches Objekt) | 1861                                                                  | 16. Januar 1950                | 001/1950        |
| HererofriedhofskomplexHerero Grave Complex                                                                                           | Hererofriedhofskomplex Herero Grave Complex                                               | Okahandja Karte                           | Grabstätten der Herero                                            | ab 1861                                                               | 20. März 1990                  | 111/1990        |
| Rheinische Missionskirche St. Stephanus und FriedhofRhenish Mission Church and Cementery                                             | Rheinische Missionskirche St. Stephanus und Friedhof Rhenish Mission Church and Cementery | Okahandja                                 | Kirchengebäude                                                    | 1876                                                                  | 20. Dezember 1975              | 055/1972        |
| [[Vorlage:Bilderwunsch/code!/C:-21.980656,16.909771!/D:Mordkuppe Moordkoppie , Okahandja!/\|BW]]                                     | Mordkuppe Moordkoppie                                                                     | Okahandja Karte                           | Historischer Kriegsplatz                                          |                                                                       | 28. Juli 1972                  | 056/1972        |
| [[Vorlage:Bilderwunsch/code!/C:-21.9831896,16.9132618!/D:Grab des Kahimemua Nguvauva Grave of Kahimemua Nguvauva , Okahandja!/\|BW]] | Grab des Kahimemua Nguvauva Grave of Kahimemua Nguvauva                                   | Okahandja Karte                           | Grabstätte von Kahimemua Nguvauva                                 | 1896                                                                  | 7. Februar 1980                | 088/1980        |
| Okaharui-KriegsdenkmalOkaharui War Memorial                                                                                          | Okaharui-Kriegsdenkmal Okaharui War Memorial                                              | bei Okahandja                             | Denkmal zur Erinnerung an gefallene Deutsche                      | 1913                                                                  | 1. Mai 1978                    | 078/1978        |
| Dinosaurierspuren von OtjihaenamapareroFootprints of Dinosaurs                                                                       | Dinosaurierspuren von Otjihaenamaparero Footprints of Dinosaurs                           | bei Kalkfeld Karte                        | Versteinerte Spuren eines Dinosauriers                            | 170–200 Millionen Jahre                                               | 1. August 1951                 | 014/1951        |
| Ovikokorero-KriegerdenkmalOvikokorero War Memorial                                                                                   | Ovikokorero-Kriegerdenkmal Ovikokorero War Memorial                                       | bei Okahandja                             | Denkmal zur Erinnerung an gefallene Deutsche                      | 1904                                                                  | 19. März 1979                  | 084/1979        |
| WaterbergWaterberg Plateau | Waterberg Waterberg Plateau                                                               | bei Otjiwarongo Karte                     | Bergformation                                                     | 150 Millionen Jahre                                                   | 15. Juni 1956                  | 023/1956        |
| Grab des Axel ErikssonGrave of Axel W Eriksson                                                                                       | Grab des Axel Eriksson Grave of Axel W Eriksson                                           | Farm Rietsfontein, bei Grootfontein Karte | Grab von Axel Wilhelm Eriksson                                    | 1901                                                                  | 22. März 1974                  | 065/1974        |

## Vorschlagsstatus
| Bild | Bezeichnung                                       | Lage                                              | Beschreibung                                | Bauzeit  | Eingetragen seit                       | Denkmal- nummer |
| ---- | ------------------------------------------------- | ------------------------------------------------- | ------------------------------------------- | -------- | -------------------------------------- | --------------- |
|      | Evangelisch-Lutherische Ebenezer-Kirche Mariental | Mariental                                         | Historische Kirche der Ebenezer             | 1931     | in der Anerkennungsphase (Januar 2019) |                 |
|      | Sam Khubis                                        | 122 km südöstlich von Rehoboth                    | Historische Landschaft und Schlachtfeld     | 1915     | vorgeschlagen (2013)                   |                 |
|      | Hoachanas                                         | 53 km östlich von Kalkrand an der Hauptstraße C21 | Historische Landschaft                      | 1858     | vorgeschlagen (2013)                   |                 |
|      | Kaiǁganaxab                                       | nordwestlich von Mariental                        | Historische Landschaft, Konzentrationslager | 1978     | vorgeschlagen (2013)                   |                 |
|      | Friedhof in Gibeon                                | Gibeon                                            | Historisch-politisches Denkmal              |          | vorgeschlagen (2013)                   |                 |
|      | Gibeon-Brunnen                                    | Gibeon                                            | Naturdenkmal                                | 1861     | vorgeschlagen (2013)                   |                 |
|      | Altes Gefängnis (Gibeon)                          | Gibeon                                            | Historisches Gebäude                        |          | möglicher Vorschlag (2013)             |                 |
| BW   | Pauluskirche                                      | Rehoboth Karte                                    | Historisches Gebäude                        | 1844     | vorgeschlagen (2013)                   |                 |
|      | Drierivier                                        | Rehoboth                                          | Archäologischer Fundort                     | 1650     | vorgeschlagen (2013)                   |                 |
|      | Timbila-Naturschutzgebiet                         | bei Omaruru                                       | Naturschutzgebiet                           |          | vorgeschlagen (2025)                   |                 |
|      | Aula des Ongwediva College of Education           | Ongwediva                                         | historische Aula                            | 1910     | vorgeschlagen (2025)                   |                 |
|      | Bergwerk Abenab                                   | Ongwediva                                         | Zeugnis der Bergbaugeschichte               | vor 1921 | vorgeschlagen (2025)                   |                 |

## Unbekannter Status

### Details unbekannt
Die nachfolgenden Einrichtungen werden von der NHC als Nationaldenkmal geführt, wobei keine weiteren Informationen hierzu vorliegen.

| Bild | Bezeichnung                                                                                    | Lage     | Beschreibung | Bauzeit   | Eingetragen seit | Denkmal- nummer |
| ---- | ---------------------------------------------------------------------------------------------- | -------- | ------------ | --------- | ---------------- | --------------- |
|      | Denkmal an deutsche Soldaten Monument to German Soldiers                                       | Windhoek | Denkmal      | 1903–1907 |                  |                 |
|      | Deutsches Soldatendenkmal der Schlacht bei Kombat Momument to German Soldiers killed in Kombat | Windhoek | Denkmal      | 1903–1907 |                  |                 |

### Nicht (mehr) von NHC geführt
Die nachfolgenden Einrichtungen haben einen ungeklärten Schutzstatus, da sie einigen Quellen nach zu urteilen als Nationales Denkmal gelten, der NHC sie jedoch nicht oder nicht mehr in seiner Liste offiziellen Liste, jedoch teilweise auf seiner offiziellen Website führt.

| Bild | Bezeichnung                                               | Lage                               | Beschreibung                        | Bauzeit             | Eingetragen seit                                  | Denkmal- nummer |
| --- | --------------------------------------------------------- | ---------------------------------- | ----------------------------------- | ------------------- | ------------------------------------------------- | --------------- |
| Fassade des Erkrath-Gathemann-Kronprinz-Gebäudekomplexes                                                                                     | Fassade des Erkrath-Gathemann-Kronprinz-Gebäudekomplexes  | Independence Ave, Windhoek Karte   | Fassade eines historischen Gebäudes |                     | 22. Mai 1987                                      |                 |
| Liebig-Haus | Liebig-Haus                                               | Khomas-Hochland bei Windhoek Karte | Historisches Wohnhaus               | 1911                |                                                   |                 |
| Fort Sesfontein und Friedhof | Fort Sesfontein und Friedhof                              | Sesfontein Karte                   | Historisches Fort                   | 1896                | 1. November 1984 (abgelaufen am 31. Oktober 1989) |                 |
| [[Vorlage:Bilderwunsch/code!/C:-20.852466,16.185951!/D:Felsgravuren von Otjitoroa-West Rock Engravings , zwischen Outjo und Kalkfeld!/\|BW]] | Felsgravuren von Otjitoroa-West Rock Engravings           | zwischen Outjo und Kalkfeld Karte  | Felsgravuren                        |                     | 1. Mai 1967                                       | 035/1967        |
| OMEG-Haus | OMEG-Haus                                                 | Swakopmund                         | Historisches Geschäftsgebäude       | um 1900             | 19. September 1975                                | 071/1975        |
| Dorslandtrek-DenkmalDorslandtrek-Monument | Dorslandtrek-Denkmal Dorslandtrek-Monument                | Chimhaka                           | Denkmal                             |                     | 2. Oktober 2006                                   | 118/2006        |
| | Rundu-Kulturlandschaft ORundu Cultural Heritage Landscape | bei Rundu                          | Kulturlandschaft                    |                     | 1. September 2011 (Teile bereits am 31. Mai 2005) | 155/2011        |
| Gebiet der SpitzkoppeSpitzkoppe Conservation Area                                                                                            | Gebiet der Spitzkoppe Spitzkoppe Conservation Area        | Erongo Karte                       | Bergmassiv                          | 100 Millionen Jahre | 1. September 2011                                 | 155/2011        |

## Aberkannt
Den nachfolgenden Nationalen Denkmälern wurde der Status als Nationales Denkmal aktiv aberkannt.

| Bild                           | Bezeichnung                     | Lage           | Beschreibung | Bauzeit | Eingetragen seit                            | Denkmal- nummer |
| ------------------------------ | ------------------------------- | -------------- | ------------ | --- | ------------------------------------------- | --------------- |
| ReiterdenkmalEquestrian Statue | Reiterdenkmal Equestrian Statue | Windhoek Karte | Denkmal      | 1912 (verschoben 2009/2010) (abgerissen am 25. Dezember 2013) Neuaufbau in der Alten Feste als Museumsstück geplant (Stand September 2014). | 2. Januar 1969 Aberkennung am 31. Juli 2014 | 045/1969        |